# Nationaal park Manú
Het Nationaal park Manú is een natuurreservaat in het Amazonebekken, in de regio Madre de Dios in het oosten van Peru. Met een oppervlakte van meer dan 17.000 km² is dit het derde grootste natuurreservaat van Peru. Op 29 mei 1973 verklaarde de overheid van Peru het gebied tot beschermd gebied. Ook in de periode daarvoor is het gebied goed bewaard gebleven, dankzij de relatief moeilijke bereikbaarheid.
In 1987 verklaarde UNESCO het park tot werelderfgoed. In 2017 werd het biosfeerreservaat Manú de UNESCO uitgebreid tot 24.390 km², met als grootste onderdeel het Nationaal Park Manú.
Het park is gelegen op een hoogte van 150 tot ruim 4000 meter boven zeeniveau. Daardoor zijn haast alle ecologische zones van Peru in het park vertegenwoordigd en kent het een zeer uitgebreide en gevarieerde flora en fauna.
Nationaal Park Manú herbergt onder meer 800 soorten vogels, en 200 soorten zoogdieren, waaronder 100 soorten vleermuizen. Er leven meer dan 120 vissoorten en een overvloed aan reptielen en insecten. In het park komen ook unieke soorten voor zoals de reuzenotter (Pteronura brasiliensis), de "Manú Arboreal Mouse" (Rhagomys longilingua) en de harpij-arend (Harpia harpyja). Deze dieren leven tussen meer dan 15.000 plantensoorten. Op één enkele hectare grond zijn er meer dan 250 verschillende boomsoorten gevonden. Door de biodiversiteit is het park van grote wetenschappelijke waarde en een van de meest gewaardeerde van de wereld.
Het gebied is verdeeld in een beschermde zone, daarbuiten een bufferzone die onder restricties commercieel en agricultureel gebruikt kan worden, en daarbuiten een productiezone. Behalve in de beschermde zone wonen in het park meer dan 30 gemeenschappen van quechua-indianen. Daarnaast wonen er enkele inheemse Amazone-volken. Daardoor worden er in het park meer dan tien moedertalen gesproken, waaronder naast het Quechua (qu) ook het Matsiguenka, Amahuaca, Yine, Amarakaeri, Huachipaire, Mashco-Piros en Nahua.
In het natuurgebied bevinden zich nog enkele archeologische sites die nog niet nader bestudeerd zijn.